# Michail Michailowitsch Bariban
Michail Michailowitsch Bariban (russisch Михаил Михайлович Барибан, engl. Transkription Mikhail Bariban; * 25. Februar 1949 in Krasnodar, RSFSR, Sowjetunion; † 8. August 2016 ebendort) war ein sowjetischer Leichtathlet, der sich auf den Dreisprung spezialisiert hatte. Seinen größten sportlichen Erfolg feierte er mit dem Gewinn von zwei Medaillen bei Halleneuropameisterschaften sowie dem Sieg bei der Sommer-Universiade 1973 in Moskau.

## Sportliche Laufbahn
Erste internationale Erfahrungen sammelte Michail Bariban vermutlich im Jahr 1968, als er bei den Europäischen Jugendspielen in Leipzig mit 7,78 m und 15,94 m jeweils die Goldmedaille im Weit- und Dreisprung gewann. 1971 belegte er bei den Halleneuropameisterschaften in Sofia mit einer Weite von 7,58 m den zehnten Platz im Dreisprung. Im Jahr darauf gelangte er bei den Olympischen Sommerspielen in München mit 16,30 m im Finale auf den neunten Platz und 1973 gewann er bei den Halleneuropameisterschaften in Rotterdam mit 16,38 m die Bronzemedaille hinter dem Rumänen Carol Corbu und Michał Joachimowski aus Polen. Im August siegte er dann mit 17,20 m bei der Sommer-Universiade in Moskau. 1974 gewann er bei den Halleneuropameisterschaften in Göteborg mit 16,88 m die Silbermedaille hinter dem Polen Michał Joachimowski und daraufhin trat er nicht mehr international in Erscheinung.
1972 wurde Bariban sowjetischer Meister im Dreisprung.